# Conor McPherson
Conor McPherson (ur. 6 sierpnia 1971 w Dublinie) - irlandzki dramaturg i reżyser.
Ukończył University College w Dublinie i jeszcze na studiach, będąc w grupie teatralnej, zaczął pisać sztuki. Otrzymał Nagrodę Laurence'a Oliviera za sztukę The Weir. Bywa łączony z nurtem nowego brutalizmu w teatrze. Oprócz tego próbuje swoich sił w filmie.

## Wybrana filmografia
- Endgame (2000 - reżyseria)
- Aktorzy (The Actors, 2003 - reżyseria i scenariusz)

## Wybrane sztuki teatralne
- Tama (The Weir, 1997)
- Dublińska kolęda (Dublin Carol; 2000)
- Port Authority (2001)
- Come on Over (2001)
- Światła miasta (Shining City; 2004)
- Wódka z rumem (Rum and vodka; monodram; premiera polska 2005)
- Wędrowiec (premiera polska 2008)